# Lytton-Raffinerie
Die Lytton-Raffinerie (englisch: Lytton Refinery) ist eine Raffinerie in Brisbane im Bundesstaat Queensland, Australien.

## Lage
Die Raffinerie steht im Brisbaner Stadtteil Lytton an der Mündung des Brisbane River in die Moreton Bay. Auf der gegenüberliegenden Seite des Brisbane River befindet sich die 2016 stillgelegte Raffinerie BP-Bulwer Island.

## Geschichte
Die Raffinerie wurde 1965 durch Ampol (Australian Motorists Petrol Company) in Betrieb genommen. Die Ampol wurde schrittweise durch die Pioneer International übernommen. Ampol fusionierte 1995 mit der Caltex zur Australian Petroleum, an der die Pioneer International bis 1998 50 % der Anteile hielt. Caltex übernahm die Anteile der Pioneer International und aus der Australian Petroleum wurde die Caltex Australia. Die Pioneer International ist heute als Hanson Australia ein Teil der HeidelbergCement.
Im Mai 2013 mussten Teile der Raffinerie nach einem kleinen Feuer im Fluid Catalytic Cracker für Wiederherstellungsmaßnahmen einige Tage abgestellt werden.
Von Mai bis in den Juli 2020 wurden Wartungsarbeiten in der Raffinerie durchgeführt, so dass die Produktion ruhte. Die Wiederinbetriebnahme wurde aufgrund der schlechten Ertragslage im Rohölverarbeitungssektor bis in den September verzögert. Grund für die schlechte Ertragslage war die Coronakrise, welche den bedarf an Erdölprodukten stark schrumpfen ließ.